# Łukasz Kaliński
Łukasz Kaliński (1578–1634) foi um prelado católico romano que serviu como Bispo Auxiliar de Lviv de 1626 a 1634 e Bispo Titular de Nicopolis em Epiro no mesmo período.

## Biografia
Łukasz Kaliński nasceu em 1578.  No dia 22 de Junho de 1626, foi nomeado durante o papado de Urbano VIII como Bispo Auxiliar de Lviv e Bispo Titular de Nicopolis em Epiro. Serviu como Bispo Auxiliar de Lviv até à sua morte em 1634.